# باربارا سول گیسلدوتیر
باربارا سول گیسلدوتیر (انگلیسی: Barbára Sól Gísladóttir؛ زادهٔ ۲۶ مارس ۲۰۰۱) بازیکن فوتبال اهل ایسلند است.
وی همچنین در تیم‌های ملی فوتبال زنان ایسلند، و زنان ایسلند، و زنان ایسلند، بازی کرده‌است.